# Kindle Fire HD
La Kindle Fire HD es la segunda generación de la tablet táctil a color, Kindle Fire, de Amazon. Fueron anunciadas el 6 de septiembre de 2012 y están disponibles en 2 modelos, 7 y 8.9 pulgadas. Ambas versiones estaban disponibles para preventa en Estados Unidos el 6 de septiembre; la versión de 7 pulgadas fue lanzada el 14 de septiembre, mientras que el modelo de 8.9 fue lanzada el 20 de noviembre de 2012. El modelo de 7 pulgadas fue lanzado en Alemania, Italia, España y el Reino Unido el 25 de octubre y en Japón el 18 de diciembre. El modelo de 8.9 fue liberado en Japón el 12 de marzo, en Alemania el 13 de marzo, y en India, el 27 de junio de 2013.

## Diseño

### Hardware
La versión de 7 pulgadas contiene un procesador Texas Instruments OMAP 4460, el cual también está disponible en la BlackBerry PlayBook,mientras que el modelo de 8.9 usa un  procesador OMAP 4470. Los 3 modelos presentan Dolby audio y bocinas estéreo. Las bocinas del modelo de 7 pulgadas cuentan con un procesador para cada una, mientras que las del modelo de 8.9 son de un solo procesador. El aparato tiene 2 antenas Wi-Fi en la banda ISM, la cual utiliza MIMO para mejorar la recepción. Incluso le agregaron conectividad Bluetooth a la Kindle Fire HD, permitiendo a los usuarios conectar infinidad de accesorios inalámbricos, incluidos los teclados y auriculares.

### Software
Estos modelos presentan perfiles para compartir entre los miembros de la familia y la habilidad de marcar límites absolutos o parciales en el uso de diferentes capacidades (sean programas, libros, música o vídeos que contenga la Kindle). Un programa llamado FreeTime que sigue tu velocidad de lectura para dejarte saber cuando terminas determinado capítulo o libro. El Sistema Operativo de la Kindle está basado en una personalización de Android 4.0.4 (IceCreamSandwich) hecha por Amazon. Las actualizaciones de la Kindle Fire HD pueden ser recibidos vía OTA (Over-The-Air / Sobre-El-Aire) o de las páginas de soporte.

## Modelos
| Modelo            | Kindle Fire HD 7"                                         | Kindle Fire HD 8.9"                                       | Kindle Fire HD 8.9" 4G                                    |                                                           |
| ----------------- | --------------------------------------------------------- | --------------------------------------------------------- | --------------------------------------------------------- | --------------------------------------------------------- |
| Screen Size       | 7"                                                        | 8.9"                                                      | 8.9"                                                      |                                                           |
| Resolución        | 1280 × 800 (216 ppi)                                      | 1920 × 1200 (254 ppi)                                     | 1920 × 1200 (254 ppi)                                     |                                                           |
| SO                | Android 4.0.4                                             | Android 4.0.4                                             | Android 4.0.4                                             |                                                           |
| CPU               | Dual-core 1.2 GHz TI OMAP4 4460                           | Dual-core 1.5 GHz TI OMAP4 4470                           | Dual-core 1.5 GHz TI OMAP4 4470                           |                                                           |
| GPU               | Imagination Technologies PowerVR SGX540 @307 MHz          | Imagination Technologies PowerVR SGX544 @299 MHz          | Imagination Technologies PowerVR SGX544 @299 MHz          | Imagination Technologies PowerVR SGX544 @299 MHz          |
| RAM               | 1GB                                                       | 1GB                                                       | 1GB                                                       | 1GB                                                       |
| WiFi              | Banda-dual 802.11 a/b/g/n                                 | Banda-dual 802.11 a/b/g/n                                 | Banda-dual 802.11 a/b/g/n                                 | Banda-dual 802.11 a/b/g/n                                 |
| Bluetooth         | BT 3.0 + EDR (perfil solo para auriculares y periféricos) | BT 3.0 + EDR (perfil solo para auriculares y periféricos) | BT 3.0 + EDR (perfil solo para auriculares y periféricos) | BT 3.0 + EDR (perfil solo para auriculares y periféricos) |
| Capacidad celular |                                                           |                                                           | 4G LTE                                                    |                                                           |
| Almacenamiento    | 16GB 32GB                                                 | 16GB 32GB                                                 | 32GB 64GB                                                 |                                                           |
| Dimensiones       | 193x137x10.3 mm                                           | 240x160x8.8 mm                                            | 240x160x8.8 mm                                            |                                                           |
| Peso              | 395 g (13,9 oz)                                           | 545 g (19,2 oz)                                           | 545 g (19,2 oz)                                           |                                                           |
| Batería           | 4400 mAh                                                  | 6000 mAh                                                  | 6000 mAh                                                  |                                                           |